# Ted Koppel
Edward James Martin Koppel (8 de febrero de 1940) es un periodista estadounidense nacido en Gran Bretaña, más conocido como el presentador de noticias de Nightline, desde el inicio del programa en 1980 hasta 2005.
Antes de Nightline, pasó 20 años como periodista y presentador de noticias para ABC. Después de convertirse en presentador de Nightline, fue considerado uno de los entrevistadores serios más destacados de la televisión estadounidense. Cinco años después de su debut en 1980, el programa tuvo una audiencia nocturna de alrededor de 7,5 millones de espectadores.
Después de dejar Nightline, Koppel trabajó como jefe de edición para Discovery Channel, analista de noticias para NPR y BBC World News America y colaborador de Rock Center with Brian Williams. Desde 2016, Koppel se ha desempeñado como colaborador especial de CBS News Sunday Morning. Su carrera como corresponsal diplomático y extranjero le valió numerosos premios, incluidos nueve premios Overseas Press Club y 25 premios Emmy.